# 南浦和車站
南浦和車站（日语：／ Minami-urawa eki */?）是位於日本埼玉縣埼玉市南區南浦和，而屬於東日本旅客鐵道（JR東日本）的鐵路車站。

## 停站路線
本站停靠路線的正式路線名稱是東北本線與武藏野線（詳情參見路線條目與鐵道路線的名稱），其中東北本線是本站所屬線。但是，東北本線實際停靠本站的只有行走於電車線的京濱東北線列車。京濱東北線車站編號是JK 42，武藏野線是JM 25。

## 歷史
- 1961年（昭和36年）7月1日：日本國有鐵道（日本國鐵）南浦和站開業。
  - 京濱東北線在蕨站和浦和站間建設浦和電車區（日语：さいたま車両センター）時，因站距較長，為了方便車輛出入庫而設站[2]。同時當時浦和市（現埼玉市）也因人口增加而提出設站要求，因此本站可視為是「請願站」。
- 1973年（昭和48年）4月1日：武藏野線開業，增設武藏野線月台[2]。
- 1987年（昭和62年）4月1日：國鐵分割民營化，本站由JR東日本接手經營。
- 2001年（平成13年）11月18日：智能卡系統Suica啟用。
- 2010年（平成22年）
  - 3月：在本站京濱東北線及武藏野線月台增設藍色LED照明，以減少跳軌自殺事故。
  - 12月4日：改點，武藏野線連結大宮與南船橋方向的下總號上路。因此，5號線月台可前往大宮[注釋 1]。
- 2013年（平成25年）7月22日：上午9時15分左右，一名乘客跌落京濱東北線月台與列車間的間隙。月台與車內乘客約40人與站員合作救出[3][4]。
- 2014年（平成26年）
  - 3月10日：啟用剪票口層與1、2號線月台之間的一座電梯。
  - 7月31日：啟用剪票口層與3、4番線之間的一座電梯。
- 2016年（平成28年）
  - 1月31日：啟用剪票口層與5、6號線月台之間的兩座電梯。同時啟用3、4號線月台與6號線月台的直通連絡階梯。
  - 3月29日：啟用剪票口層與西口之間的電梯[5]。
- 2017年（平成29年）3月29日：啟用剪票口層與東口之間的電梯，車站無障礙工程完工[6]。
- 2019年（平成31年）2月23日：1號月台（京濱東北線南行）月台閘門啟用[7]。
- 2020年（令和2年）2月8日：4號月台（京濱東北線南行）月台閘門啟用[8]。

## 車站構造
南北向的京濱東北線等東北本線各線路位於地面，東西向的武藏野線位於高架上。
京濱東北線月台是地面月台，位於東北本線列車線各軌道的東側，為島式月台2面4線設計。其中中央的2、3號月台的軌道與埼玉車輛中心相通，入庫列車（以本站為終點站）基本上使用3號月台，往大宮方向的乘客可在同月台轉乘4號線。早晨與傍晚的尖峰時刻，本站終停的列車進入3號線下客後會先往浦和方向進入拖上線，再折返進入2號線重新載客。
而武藏野線月台則是高架側式2面2線月台，橫跨京濱東北線月台及東北本線列車線各軌道。
原先乘客要來往各月台必須先回到付費區大廳，但在2016年，京濱東北線3、4號線月台（大宮方向）與武藏野線6號線月台（西船橋方向）完成了直通的聯絡階梯。另外，付費區側也新設往武藏野線5號線月台（府中本町方向）的連絡階梯。
廁所位於付費區大廳內。
本站為配有站長的直營站，管轄東浦和站。

### 月台配置
| 月台     | 路線       | 方向 | 目的地                           | 備註                    |
| -------- | ---------- | ---- | -------------------------------- | ----------------------- |
| 地面月台 |            |      |                                  |                         |
| 1、2     | 京濱東北線 | 南行 | 赤羽、上野、東京、橫濱方向       | 2號線為本站始發列車使用 |
| 3、4     | 京濱東北線 | 北行 | 浦和、埼玉新都心、大宮方向       | 3號線僅部分列車使用     |
| 高架月台 |            |      |                                  |                         |
| 5        | 武藏野線   | 上行 | 北朝霞、西國分寺、府中本町方向   |                         |
| 6        | 武藏野線   | 下行 | 南越谷、新松戶、西船橋、東京方向 |                         |

（來源：JR東日本:車站構內圖 （页面存档备份，存于））
- 武藏野線雖然也可往東京，但京濱東北線的距離、時間較短。
- 武藏野線的本站車站顏色為橘色。

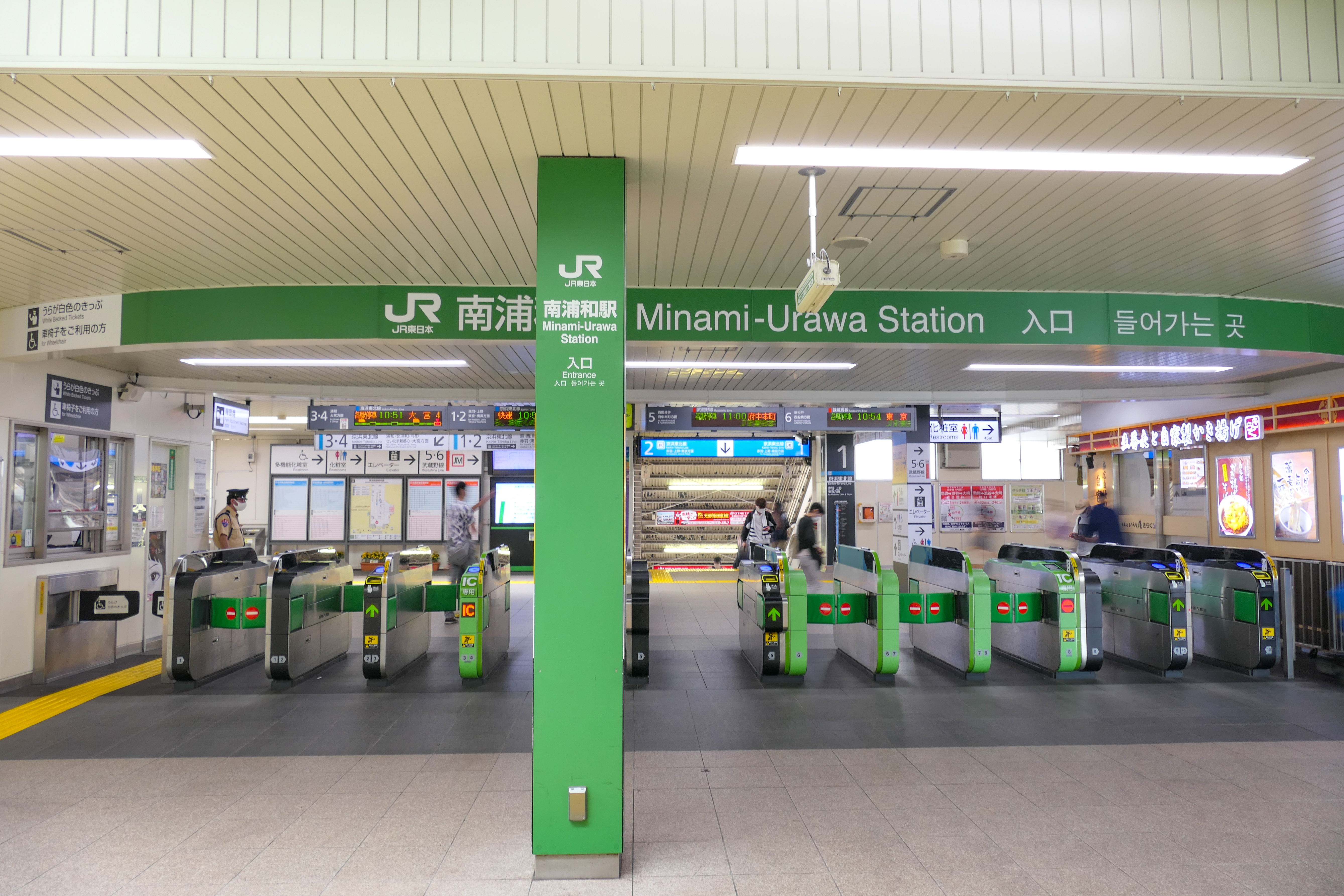
閘口（2021年8月）
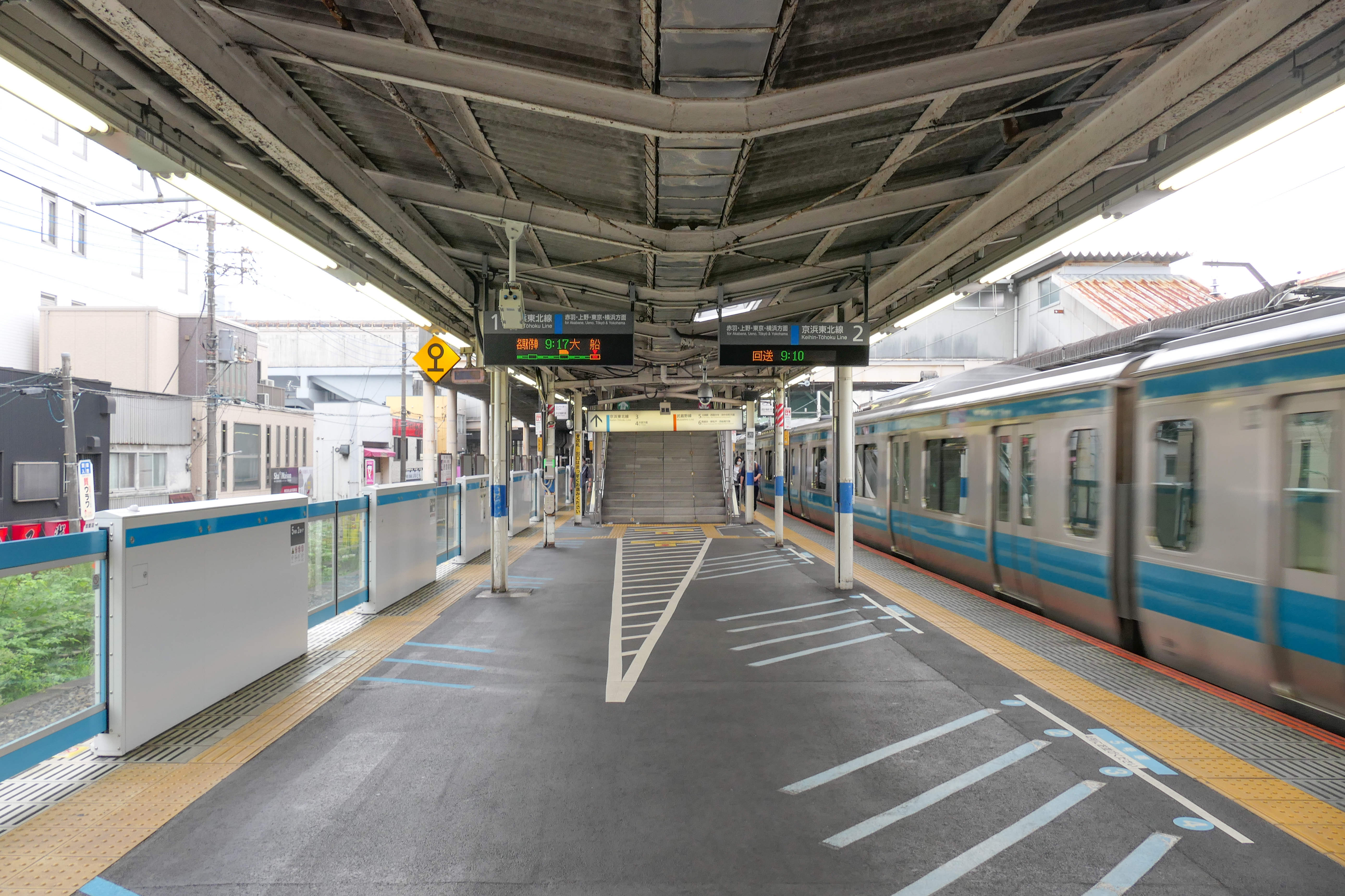
1、2號月台（京濱東北線）（2021年8月）
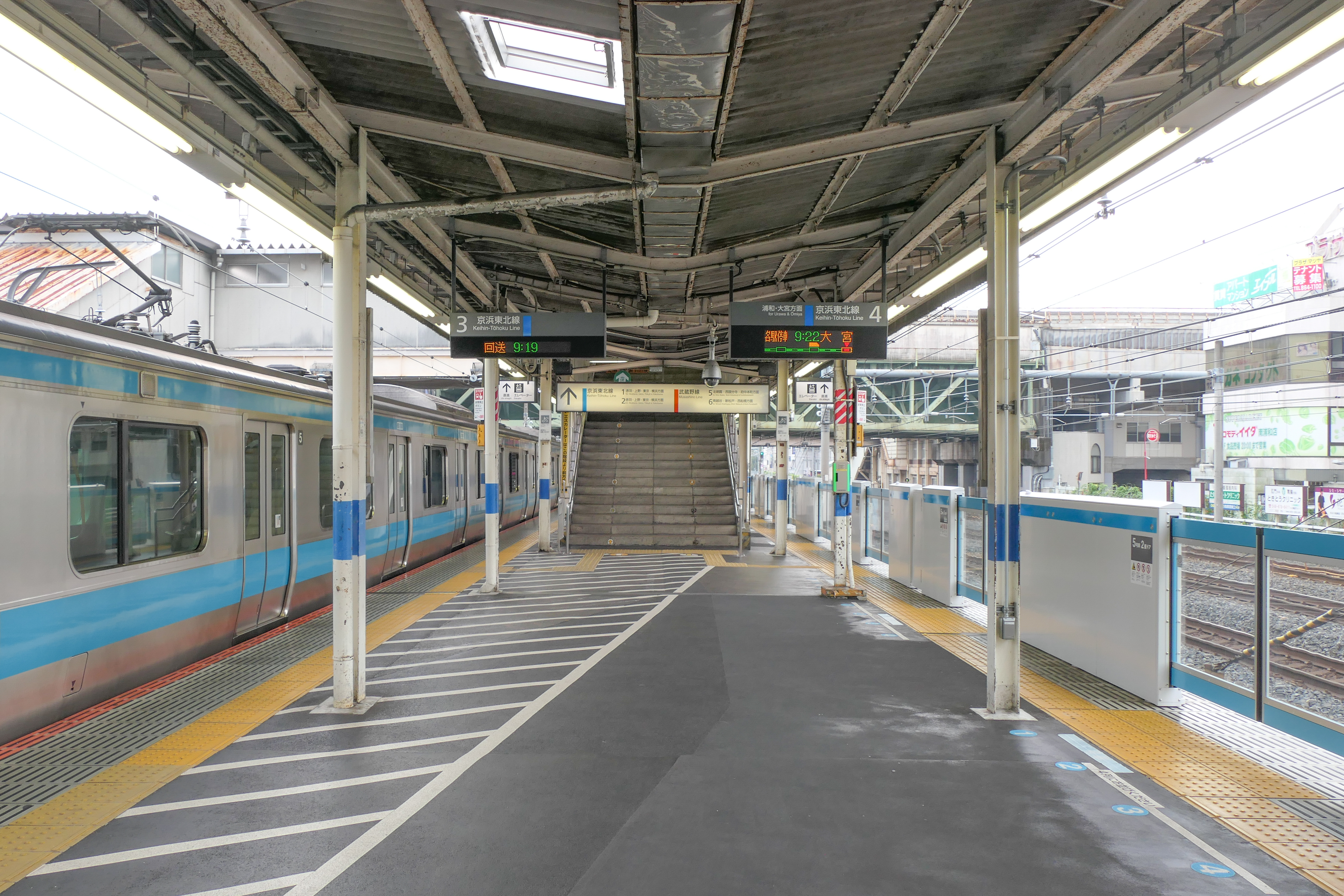
3、4號月台（京濱東北線）（2021年8月）
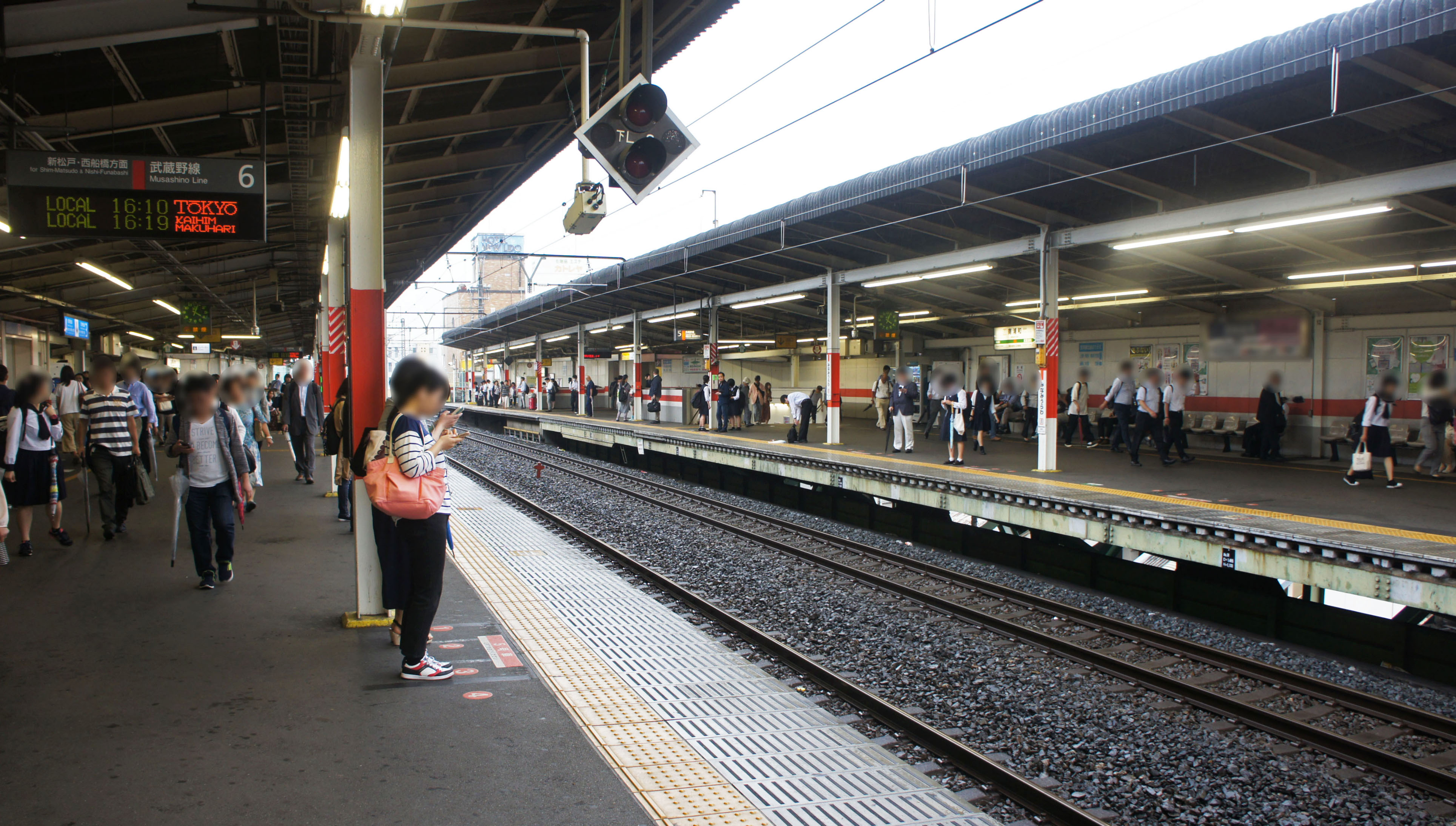
5、6號月台（武藏野線） （2019年6月）

### 發車音樂
| 1    | JK | Mellow time       |
| 2    | JK | Sunrise           |
| 3、4 | JK | 春（tremolo Ver） |
| 5    | JM | Melody            |
| 6    | JM | 高原（標準Ver）   |

### 剪票口
現在僅有一處。過去東口側武藏野線高架下有浦和競馬場的臨時檢票口。
檢票口正面有自動售票機（含指定席售票機）與綠色窗口。

### 付費區內商店
- NewDays KIOSK
- いろり庵きらく

### 付費區外商店
- NewDays
- 松風庵かねすえ南浦和店（剪票口旁西口側）
- 西口有南區役所南浦和站市民窗口。

### 無障礙設施
- 東口、西口往付費區外大廳設有上行電扶梯與電梯。
- 京濱東北線月台往付費區內大廳設有上行電扶梯。1、2號線月台的電扶梯設於大宮側。
- 京濱東北線、武藏野線各月台與付費區內大廳之間設有電梯。

## 使用情況
- 2019年（令和元年）度1日平均上車人次為60,144人。在武藏野線內次於西船橋站、南越谷站、北朝霞站排行第4位，在JR東日本全車站中次於本八幡站名列第80位。由於其人數未含站內轉乘，因此實際上站內人潮較統計人數為多。另外，本站在埼玉縣內JR車站次於大宮站、浦和站、川口站、南越谷站、北朝霞站、蕨站排行第7位。
- 2007年度武藏野線1日平均上下車人次為195,641人[* 1]，為該線第一。

近年1日平均上車人次如下表。
| 年度               | 1日平均 上車人次 | 來源     |
| ------------------ | ---------------- | -------- |
| 1981年（昭和56年） | 50,053           |          |
| 1982年（昭和57年） | 55,321           |          |
| 1983年（昭和58年） | 50,724           |          |
| 1984年（昭和59年） | 52,068           |          |
| 1985年（昭和60年） | 50,666           |          |
| 1986年（昭和61年） | 44,946           |          |
| 1987年（昭和62年） | 46,277           |          |
| 1988年（昭和63年） | 48,056           |          |
| 1989年（平成元年） | 49,824           |          |
| 1990年（平成02年） | 52,199           |          |
| 1991年（平成03年） | 53,909           |          |
| 1992年（平成04年） | 54,810           |          |
| 1993年（平成05年） | 54,835           |          |
| 1994年（平成06年） | 54,483           |          |
| 1995年（平成07年） | 54,062           |          |
| 1996年（平成08年） | 54,021           |          |
| 1997年（平成09年） | 52,458           |          |
| 1998年（平成10年） | 52,158           |          |
| 1999年（平成11年） | 51,935           | [ * 2 ]  |
| 2000年（平成12年） | 51,863           | [ * 3 ]  |
| 2001年（平成13年） | 52,666           | [ * 4 ]  |
| 2002年（平成14年） | 55,022           | [ * 5 ]  |
| 2003年（平成15年） | 55,467           | [ * 6 ]  |
| 2004年（平成16年） | 55,349           | [ * 7 ]  |
| 2005年（平成17年） | 55,624           | [ * 8 ]  |
| 2006年（平成18年） | 56,227           | [ * 9 ]  |
| 2007年（平成19年） | 57,354           | [ * 10 ] |
| 2008年（平成20年） | 57,468           | [ * 11 ] |
| 2009年（平成21年） | 57,246           | [ * 12 ] |
| 2010年（平成22年） | 56,804           | [ * 13 ] |
| 2011年（平成23年） | 56,408           | [ * 14 ] |
| 2012年（平成24年） | 57,499           | [ * 15 ] |
| 2013年（平成25年） | 59,094           | [ * 16 ] |
| 2014年（平成26年） | 58,408           | [ * 17 ] |
| 2015年（平成27年） | 58,581           | [ * 18 ] |
| 2016年（平成28年） | 59,031           | [ * 19 ] |
| 2017年（平成29年） | 59,828           | [ * 20 ] |
| 2018年（平成30年） | 60,389           | [ * 21 ] |
| 2019年（令和元年） | 60,144           |          |

## 車站周邊

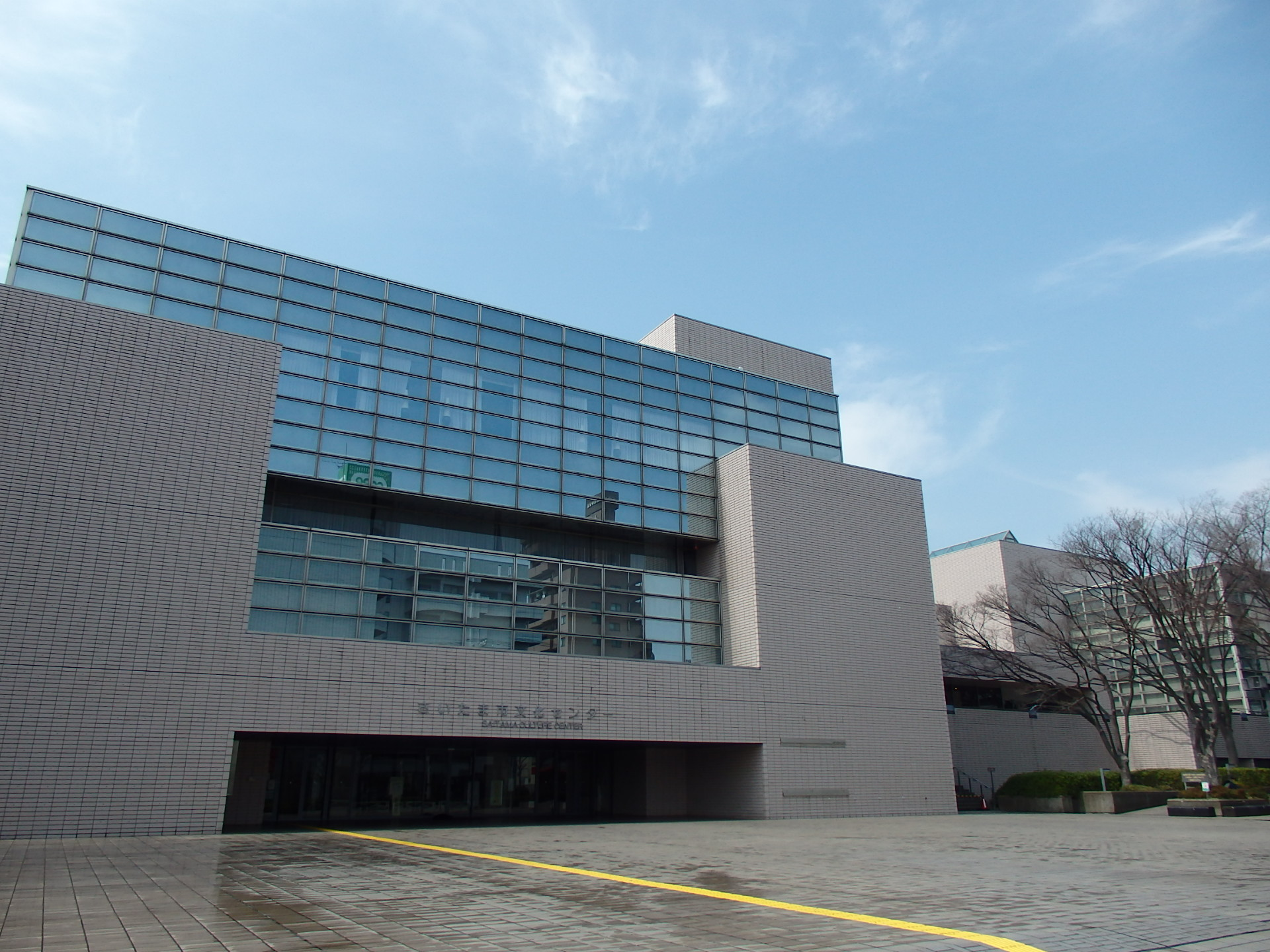
埼玉市文化中心

### 東口
學校
- 埼玉市立大谷場小學校（日语：さいたま市立大谷場小学校）
- 埼玉市立大谷場東小學校（日语：さいたま市立大谷場東小学校）
- 埼玉市立谷田小學校（日语：さいたま市立谷田小学校）
- 川口市立芝西小學校（日语：川口市立芝西小学校）
- 埼玉市立大谷場中學校（日语：さいたま市立大谷場中学校）
- 川口市立小谷場中學校（日语：川口市立小谷場中学校）
- 川口市立芝中學校（日语：川口市立芝中学校）
- 浦和麗明高等學校（日语：浦和麗明高等学校）

主要店鋪
- 丸悅（日语：マルエツ）南浦和東口店
- Comodi-iida（日语：コモディイイダ）南浦和東口店
- 大榮（日语：ダイエー）南浦和東口店
- 松本清南浦和店
- Drug SEIMS（日语：富士薬品）南浦和店
- 島忠HOME'S（日语：島忠）川口店
- DRUG SUGI（日语：スギ薬局）南浦和店

金融、郵局
- 埼玉里索那銀行南浦和支店
- 三菱UFJ銀行南浦和支店
- 埼玉縣信用金庫（日语：埼玉縣信用金庫）南浦和支店
- 南浦和團地內郵便局

其他
- 浦和競馬場
- 浦和紀念公園（日语：浦和記念公園）
- 舟山公園
- 上谷沼運動廣場
- 大猩猩公園
- 浦和警察署（日语：浦和警察署）南浦和站東口交番

### 西口
學校
- 埼玉市立南浦和小學校（日语：さいたま市立南浦和小学校）
- 埼玉市立岸中學校（日语：さいたま市立岸中学校）
- 浦和實業學園中學校、高等學校（日语：浦和実業学園中学校・高等学校）
- 埼玉縣立浦和第一女子高等學校（日语：埼玉県立浦和第一女子高等学校）

公共設施
- 南浦和站市民窗口
- 埼玉市文化中心（日语：さいたま市文化センター）
  - 埼玉市立南浦和圖書館（日语：さいたま市立南浦和図書館）

百貨店、主要店鋪
- 丸廣百貨店南浦和店（日语：丸広百貨店南浦和店）
  - 文教堂書店（日语：文教堂書店）
- Comodi-iida南浦和店
- Co-op未來南浦和店
- 丸悅根岸店
- TSUTAYA南浦和站西口店

郵局、金融機關
- 浦和南本町郵便局
- 瑞穗銀行南浦和支店
- 武藏野銀行南浦和支店
- 青木信用金庫（日语：青木信用金庫）南浦和支店
- 埼玉農業協同組合（日语：さいたま農業協同組合）六辻支店

其他
- 一木公園
- 浦和自動車教習所（日语：うらわ自動車教習所）
- 浦和警察署南浦和站西口交番

東口、西口由於聚集許多補習班，因此車站周邊又有「予備校銀座」與「塾銀座」之稱。

## 路線巴士
本站的路線巴士由國際興業巴士運行。

### 西口
| 乘車處 | 系統   | 主要行經地                     | 目的地                             | 運行業者       | 管轄   | 備註                         |
| ------ | ------ | ------------------------------ | ---------------------------------- | -------------- | ------ | ---------------------------- |
| 1      | 浦50   | 上谷、二十三夜                 | 浦和站東口                         | 國際興業       | 戶田   |                              |
| 1      | 南浦12 | 上谷                           | 藤右衛門橋                         | 國際興業       | 戶田   |                              |
| 1      | 南區01 | 二十三夜                       | 南區役所線：明花                   | 埼玉市社區巴士 | 埼玉東 | 僅平日                       |
| 1      | 南區01 | 六辻                           | 南區役所線：武藏浦和站（南區役所） | 埼玉市社區巴士 | 埼玉東 | 僅平日                       |
| 2      | 南浦01 | 六辻、浦和南高校、北戶田站入口 | 永旺夢樂城北戶田                   | 国際興業       | 戶田   |                              |
| 2      | 南浦07 | 六辻、浦和南高校、北戶田站入口 | 戶田車庫                           | 国際興業       | 戶田   | 平日8：52、19：36發車        |
| 3      | 南浦80 | 白幡坂上、武藏浦和站、美女木   | 戶田車庫                           | 国際興業       | 戶田   | 平日16：10發車               |
| 4      | 南浦08 | 辻五反田、武藏浦和站           | 田島團地                           | 国際興業       | 戶田   | 有深夜巴士（平日23：26發車） |
| 5      | 蕨50   | 文藏小學校、北町四丁目         | 蕨站西口                           | 国際興業       | 戶田   |                              |
| 5      | 南浦84 | 文藏小學校                     | 戶田車庫                           | 国際興業       | 戶田   |                              |

### 東口
| 乘車處 | 系統     | 主要行經地                                                | 目的地                 | 運行業者 | 管轄 | 備註                     |
| ------ | -------- | --------------------------------------------------------- | ---------------------- | -------- | ---- | ------------------------ |
| 1      | 南浦50   | 二十三夜                                                  | 圓正寺                 | 國際興業 | 戶田 | 平日23：10、23：35發車   |
| 1      | 南浦55   | 二十三夜、圓正寺、柳崎中央                                | 柳崎循環：南浦和站東口 | 國際興業 | 戶田 |                          |
| 1      | 南浦55-3 | 二十三夜、圓正寺、柳崎中央                                | 牛田橋                 | 國際興業 | 戶田 | 深平日00：00發車         |
| 1      | 南浦60   | 圓正寺、柳崎二丁目、East City、東浦和站、木曾呂、差間中央 | 東川口站南口           | 國際興業 | 鳩谷 | 平日1：13發車            |
| 2      | 南浦52   | 東台方向                                                  | 細野循環：南浦和站東口 | 國際興業 | 戶田 | 平日、週六上午運行       |
| 2      | 南浦52   | 競馬場方向                                                | 細野循環：南浦和站東口 | 國際興業 | 戶田 | 平日、週六傍晚～夜間運行 |
| 3      | 直通     |                                                           | 浦和競馬場             |          |      | 僅競馬賽日               |

## 相鄰車站
東日本旅客鐵道
 京濱東北線
■快速、■各站停車
蕨（JK 41）－南浦和（JK 42）－浦和（JK 43）
 武藏野線
武藏浦和（JM 24）－南浦和（JM 25）－東浦和（JM 26）

#### 統計資料
1. ↑  .   [2017-11-10]. （原始内容存档于2014-10-06）.
2. ↑  . www.city.saitama.jp.   [2020-05-05]. （原始内容存档于2021-01-01）.
3. ↑  . www.city.saitama.jp.   [2020-05-05]. （原始内容存档于2020-07-27）.

JR東日本1999年度以後上車人次
1. ↑  各駅の乗車人員（1999年度） （页面存档备份，存于） - JR東日本
2. ↑  各駅の乗車人員（2000年度） （页面存档备份，存于） - JR東日本
3. ↑  各駅の乗車人員（2001年度） （页面存档备份，存于） - JR東日本
4. ↑  各駅の乗車人員（2002年度） （页面存档备份，存于） - JR東日本
5. ↑  各駅の乗車人員（2003年度） （页面存档备份，存于） - JR東日本
6. ↑  各駅の乗車人員（2004年度） （页面存档备份，存于） - JR東日本
7. ↑  各駅の乗車人員（2005年度） （页面存档备份，存于） - JR東日本
8. ↑  各駅の乗車人員（2006年度） （页面存档备份，存于） - JR東日本
9. ↑  各駅の乗車人員（2007年度） （页面存档备份，存于） - JR東日本
10. ↑  各駅の乗車人員（2008年度） （页面存档备份，存于） - JR東日本
11. ↑  各駅の乗車人員（2009年度） （页面存档备份，存于） - JR東日本
12. ↑  各駅の乗車人員（2010年度） （页面存档备份，存于） - JR東日本
13. ↑  各駅の乗車人員（2011年度） （页面存档备份，存于） - JR東日本
14. ↑  各駅の乗車人員（2012年度） （页面存档备份，存于） - JR東日本
15. ↑  各駅の乗車人員（2013年度） （页面存档备份，存于） - JR東日本
16. ↑  各駅の乗車人員（2014年度） （页面存档备份，存于） - JR東日本
17. ↑  各駅の乗車人員（2015年度） （页面存档备份，存于） - JR東日本
18. ↑  各駅の乗車人員（2016年度） （页面存档备份，存于） - JR東日本
19. ↑  各駅の乗車人員（2017年度） （页面存档备份，存于） - JR東日本
20. ↑  各駅の乗車人員（2018年度） （页面存档备份，存于） - JR東日本
21. ↑  各駅の乗車人員（2019年度） （页面存档备份，存于） - JR東日本

埼玉縣統計年鑑
1. ↑  平成21年版都市交通年報 p.180
2. ↑  .   [2019-06-02]. （原始内容存档于2020-02-02）.
3. ↑  .   [2019-06-02]. （原始内容存档于2020-02-02）.
4. ↑  .   [2019-06-02]. （原始内容存档于2020-02-02）.
5. ↑  .   [2019-06-02]. （原始内容存档于2020-02-02）.
6. ↑  .   [2019-06-02]. （原始内容存档于2020-02-02）.
7. ↑  .   [2019-06-02]. （原始内容存档于2020-02-02）.
8. ↑  .   [2019-06-02]. （原始内容存档于2020-02-02）.
9. ↑  .   [2019-06-02]. （原始内容存档于2020-02-02）.
10. ↑  .   [2019-06-02]. （原始内容存档于2020-02-02）.
11. ↑  .   [2019-06-02]. （原始内容存档于2020-02-02）.
12. ↑  .   [2019-06-02]. （原始内容存档于2020-02-02）.
13. ↑  .   [2019-06-02]. （原始内容存档于2020-02-02）.
14. ↑  .   [2019-06-02]. （原始内容存档于2020-02-02）.
15. ↑  .   [2019-06-02]. （原始内容存档于2020-02-02）.
16. ↑  .   [2019-06-02]. （原始内容存档于2020-02-02）.
17. ↑  .   [2019-06-02]. （原始内容存档于2020-02-02）.
18. ↑  .   [2019-06-02]. （原始内容存档于2020-02-02）.
19. ↑  .   [2019-06-02]. （原始内容存档于2020-02-02）.
20. ↑  .   [2019-06-02]. （原始内容存档于2020-02-02）.
21. ↑  .   [2020-07-28]. （原始内容存档于2020-03-18）.

## 延伸閱讀
- 三好好三; 垣本泰宏. . JTBパブリッシング. 2010-02-01.

## 外部連結
- 車站資訊（南浦和）：東日本旅客鐵道